# Stanislaus von Prowazek
Stanislaus von Prowazek (12. listopadu 1875 Jindřichův Hradec – 17. února 1915 Cottbus), v českém prostředí uváděný též jako Stanislav Provázek z Lanova, byl český mikrobiolog, parazitolog a lékař, spoluobjevitel původce skvrnitého tyfu a trachomu.

## Život
Stanislav Provázek (pokřtěný jako Stanislaus Josef Mathias Prowazek) se narodil 12. listopadu 1875 Josefu Provázkovi a Marii roz. Koppové. Jeho otec byl důstojník rakousko-uherské armády, který v té době  sloužil u 75. pěšího pluku v Jindřichově Hradci. Rodina se z důvodů otcovy služby často stěhovala. Roku 1880 byl Josef Provázek převelen k 23. pěšímu pluku do Komárna, kde rodina bydlela ve vojenské pevnosti. Stanislav zde vinou neutěšených podmínek onemocněl malárií.  Rodiče ho poslali roku 1882 na zotavenou zpět do Čech k prarodičům do Božejova u Kamenice nad Lipou. Roku 1883 byl otec převelen do Plzně k 35. pěšímu pluku. V Plzni docházel Stanislav v letech 1883-1885 do české obecné školy a v roce 1885 do páté třídy německé obecné školy. Poté nastoupil na německé gymnázium v Plzni, kde odmaturoval roku 1895. Roku 1892 získal po otci šlechtický titul "šlechtic z Lanova" (v něm. Edler von Lanov) , který byl otci udělen při odchodu do výslužby. Otec pravděpodobně zvolil šlechtický predikát z Lanova jako žert (lano je silnější než provázek). Jeho mladší sestra Marie Galimberti – Provázková se stala malířkou. Vystudovala ve Vídni, Mnichově a Paříži a po návratu do Čech se mimo jiné starala o pozůstalost po předčasně zesnulém bratrovi.
V roce 1895 se Stanislav zapsal ke studiu přírodních věd na Německé Karlo-Ferdinandově univerzitě v Praze. Zde naštěvoval přednášky zoologie prof. Bertholda Hatscheka a botaniky u prof. Richarda Wettsteina. Po čtyřech semestrech v Praze pokračoval ve studiu na Univerzitě ve Vídni. Mezi jeho první odborné práce patří soupis planktonu Otavy a Vltavy, který studoval v průběhu letních prázdnin, které trávil u rodičů v dnešním Zvíkovském podhradí. Studia ve Vídni dokončil roku 1899 doktorátem na základě studie o nálevnících rodu Bursaria.

V roce 1901 přijal nabídku práce u slavného imunologa prof. Paula Ehrlicha na Královském ústavu pro experimentální terapii ve Frankfurtu nad Mohanem. Zde se poprvé podrobně seznámil s medicínským výzkumem. Po roce získal místo asistenta v týmu prof. Richarda von Hertwiga v Zoologickém ústavu Mnichovské univerzity. Na základě pozvání Fritze Schaudinna odjel Prowazek v roce 1903 na německou výzkumnou stanici v istrijské Rovinji. Spolupráce se Schaudinnem v Rovinji byla rozhodující pro další Prowazkův odborný vývoj, ve kterém se trvale zaměřil na výzkum patogenních mikroorganismů. Na Schaudinnovo doporučení získal Prowazek roku 1905 místo vedoucího oddělení protozoologie v Berlíně. 

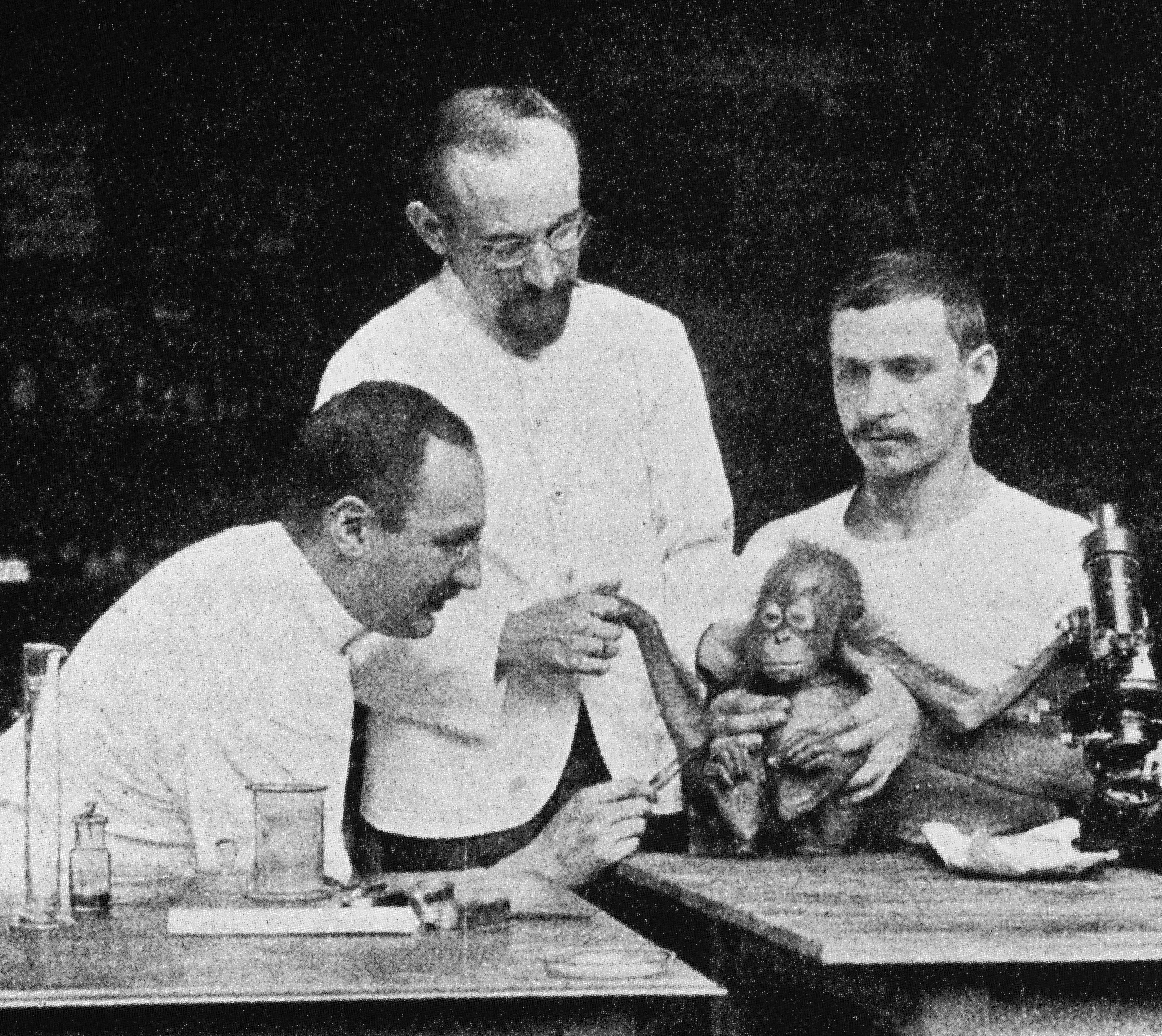
Dr. Ludwig Halberstädter (vlevo) a Dr. Stanislav Prowazek (uprostřed) na Jávě v roce 1907.

Roku 1907 se zúčastnil expedice na Jávu organizované Albertem Neisserem zaměřené na výzkum původce syfilidy. Na Jávě společně s dr. Ludwigem Halberstädterem objevili původce infekčního onemocnění oka trachomu. Po návratu z Jávy přebral po zesnulém Fritzi Schaudinnovi (1871-1906) místo vedoucího oddělení protozoologie Ústavu pro lodní a tropické choroby v Hamburku. Roku 1908 podnikl spolu s Dr. Gustavem Giemsou cestu do Brazilie, kde propukla epidemie neštovic. Zde navštívili Ústav Oswalda Cruze v Manguinhos poblíž Rio de Janeira . V letech 1910-1912 podnikl společně s oftalmologem Dr. Alfredem Leberem cestu do tehdejších holandských a německých tichomořských kolonií. Navštívil Nový Zéland, Sumatru, Novou Guineu, Samou, a řadu dalších ostrovů. Na Samoi se věnovali léčení očních chorob u domorodců. Podnikl také cestu na souostroví Mariany, ze které sepsal knihu věnovanou jejich historii, zeměpisu a přírodě. Část Prowazkových sbírek z těchto cest je uložena v Náprstkově muzeu v Praze.
V průběhu Balkánských válek propukla v bojujících zemích epidemie skvrnitého tyfu. Proto byl Prowazek spolu s Dr. Heglerem vyslán roku 1913 do Srbska aby zde organizovali boj proti nákaze. V létě roku 1914 byl spolu s brazilským lékařem Henriquem da Rocha Limou vyslán do Konstantinopole,  aby zamezili šíření tyfu v jednotkách turecké armády. Po vypuknutí 1. světové války hrozilo zavlečení tyfu i do Německa. V zajateckém táboře poblíž Chotěbuzi propukl tyfus mezi ruskými válečnými zajatci. Prowazek s Dr. da Rocha Limou přijeli na místo začátkem ledna 1915. Okamžitě zavedli přísná protiepidemická opatření, zároveň studovali mechanismus přenosu nákazy. Během práce se Prowazek nakazil tyfem, kterému 17. února 1915 podlehl.
Ostatky Stanislava Prowazka byly roku 1916 převezeny do vlasti a pohřbeny na lesním hřbitově na Bradle u Kamenice nad Lipou. 14. listopadu 1965 byla na rodném domě Stanislava Prowazka v Panské ulici v Jindřichově Hradci odhalena pamětní deska.

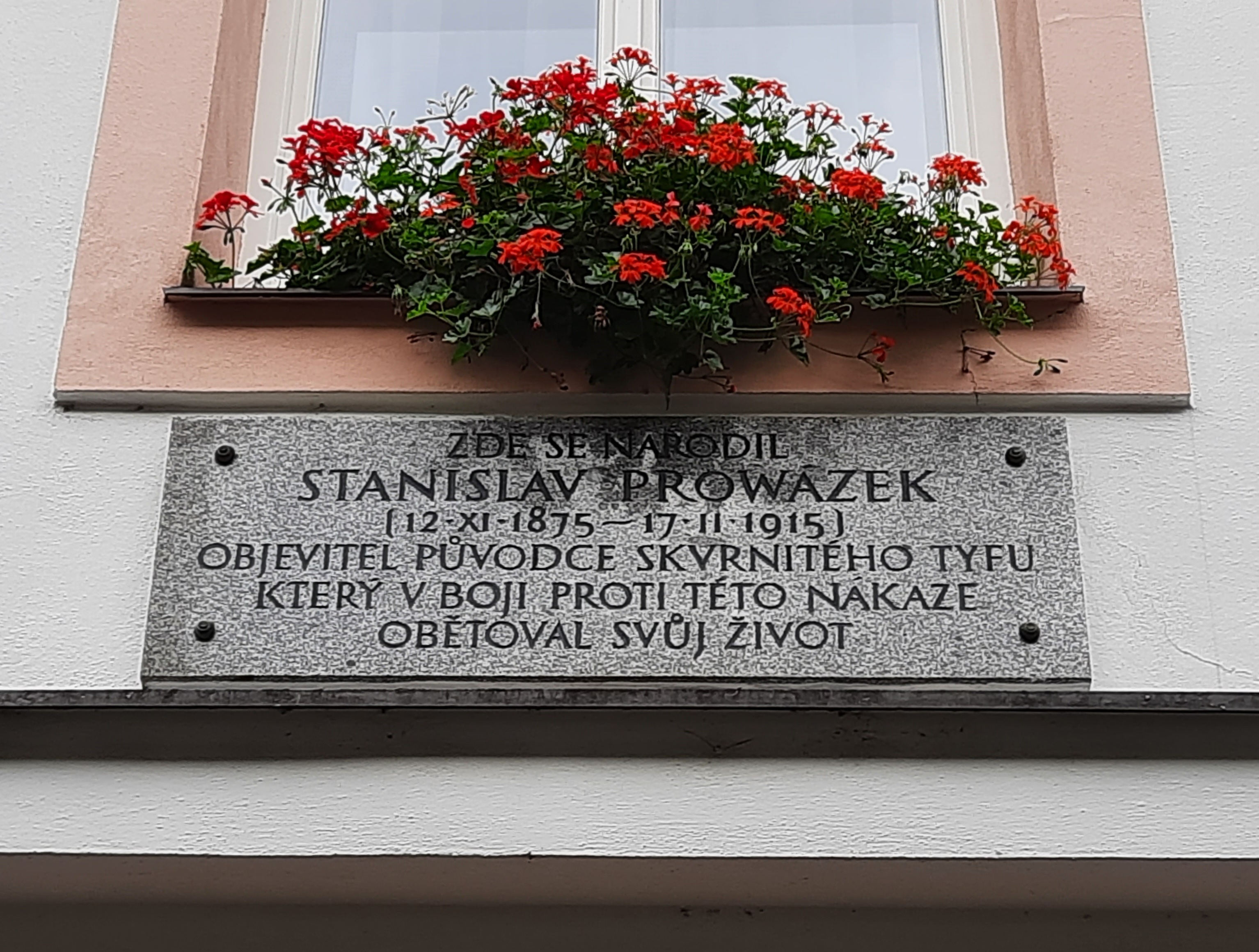
Pamětní deska na rodném domě v Klášterské ulici v Jindřichově Hradci

## Vědecký odkaz
Prowazek se jako přírodovědec zabýval řadou témat především z oboru bakteriologie, protistologie a epidemiologie. Během svého života napsal přes 200 vědeckých prací, velkou část jako jediný autor.
Spolu s Fritzem Schaudinnem ustavil protistologii (v tehdejší terminologii protozoologii) jako samostatný obor. Společně též založili odborný časopis Archiv für Protistenkunde, který jako Protist existuje dodnes. Uspořádal ve své době ceněnou příručku patogenních protist.
K jeho největším úspěchům patří objev původce očního infekčního onemocnění trachomu, který objevil spolu s Dr. Ludwigem Halberstädterem. Mikroskopické útvary, které pozoroval u nakažených pacientů byly na jejich počest pojmenována "Halberstädter-Prowazkova tělíska". Tato práce byla považována za kontroverzní. Až v druhé polovině 20. století bylo prokázáno, že jsou skutečně vytvářena bakteriemi Chlamydia trachomatis.
Stanislav Prowazek věnoval velké úsilí zdokonalování mikroskopických metod. Zřejmě jako první na světě použil barvení buněk ve fluorescenční mikroskopii, což je v současnosti jedna z nejčastěji využívaných mikroskopických technik.
Jeho poslední prací byl popis mechanismu přenosu skvrnitého tyfu. Při své práci na Balkáně potvrdil hypotézu Charlese Nicolleho, že přenašečem nákazy je veš šatní. Spolu s Henriquem da Rocha Limou (1879-1956), objevil i bakteriálního původce tyfu. Tuto práci zveřejnil da Rocha Lima až po Prowazkově smrti roku 1916. Bakterie byla na počest Stanislava Prowazka a amerického mikrobiologa H.T. Rickettse (1871-1910) pojmenována Rickettsia prowazekii da Rocha Lima 1916.